# H-Säure
H-Säure ist der Trivialname für 4-Amino-5-hydroxynaphthalin-2,7-disulfonsäure. Die Verbindung gehört zu den Buchstabensäuren – dies sind wichtige industrielle Zwischenprodukte zur Synthese von organischen, wasserlöslichen Farbstoffen.
H-Säure wird als Mononatriumsalz hergestellt, in Verkehr gebracht und verwendet.

## Herstellung
Die Herstellung von H-Säure ist ein mehrstufiger Prozess, bei dem zunächst Naphthalin 1 mit Oleum sulfiert wird. Die Naphthalin-1,3,6-trisulfonsäure 2 wird anschließend zur 8-Nitronaphthalin-1,3,6-trisulfonsäure 3 nitriert und diese mit Eisen zur 8-Aminonaphthalin-1,3,6-trisulfonsäure (T-Säure) 4 reduziert. Im letzten Schritt wird die zwischenisolierte 8-Aminonaphthalin-1,3,6-trisulfonsäure mit Natronlauge unter Druck umgesetzt und die entstandene H-Säure 5 als Mononatriumsalz isoliert. Die Ausbeute im letzten Schritt beträgt 70–72 %. Als Nebenprodukte fallen unter anderem die 8-Amino-3-hydroxynaphthalin-1,6-disulfonsäure (W-Säure) und die Chromotropsäure an. Alternativ kann die 8-Nitro-1,3,6-trisulfonsäure auch katalytisch zur 8-Amino-1,3,6-trisulfonsäure hydriert werden.

## Verwendung
H-Säure ist eine viel verwendete Kupplungskomponente zur Herstellung von Azofarbstoffen. Auf H-Säure kann zweimal gekuppelt werden, zum einen sauer (pH-Wert der Kupplungslösung < 3) in den Aminring (rote Chromophore), nachfolgend basisch in den Phenolring (blaue Chromophore). Als bifunktionelle Kupplungskomponente sind mit der H-Säure primäre Bisazofarbstoffe zugänglich.